# ビアンカ・ボーシャン
ビアンカ・ステファニー・ボーシャン（Bianca Stéphanie Beauchamp、1977年10月14日 - ）は、カナダのボンデージ・モデル。その魅力的な容姿とエロティシズム、ラバーフェチのモデルで有名。

## 生い立ちと教育
モントリオールでフランス系カナダ人の父とイタリア人の母の間に生まれる。名前はビアンカ・ジャガーにちなんでいる。低所得地域で育ったが、名門私立校の入学試験に合格した。15歳の時、自身がバイセクシャルであることに気づいた。家庭で苦労した後、高校を卒業をしてすぐに家を出て、CEGEPのフランス文学のコースに通い始め、高校のフランス語教師になることを望んでいた。修了した後、フランス語の勉強を開始し、ケベック大学モントリオール校で教え始めた。
17歳の時、将来夫となる野心的な写真家マーティン・ペローと出会っている。ペローは自分のミューズとして写真のモデルをするよう説得し、ビアンカは彼のためにモデルを始めた。18歳の時、初めてラテックスの服を買っている。
1998年、Latex Lairというウェブサイトを立ち上げた。依然通っていた高校での教育実習の間に、職員の1人がそのウェブサイトを発見し、閉鎖するように命じ（当時はヌードのものはなかったが）、その命令に従った。しかし、実習終了後にウェブサイトを再び開設したが、残りの実習期間にオンラインに残っていれば彼女に落とすと脅迫するよう大学に促しがあった。自身のモデルをすることへの情熱が教育に対するものよりも上にあることを認識していたため、23歳の時に大学を去りモデルとしてのキャリアを追うことにした。

## モデルとして
キャリアを確立しつつ、Bizarre、Heavy Rubber、Marquis、Nightlife、Penthouse、Playboy、Skin TwoやWhiplashなどの雑誌に写真が掲載され、マクドナルド、ビデオ屋、アダルトショップやストリップクラブでウェイトレスとして働いた。
2007年1月には、雑誌Bizarreの表紙を6度飾った最初のモデルとなり、同年の下半期には2007年カナダグランプリでHype Energyの代表となった。彼女の写真はいくつかのプレイボーイ・スペシャルエディションやBook of Lingerieの表紙にも掲載されている。プレイボーイのGirls of Canadaカレンダーの表紙にも2度なっている。彼女のウェブサイトとRitual Entertainmentは協力し、彼女はゲームSiN EpisodesのためにElexis Sinclaireというキャラクターを描いている。
2008年1月、Askmen.comのTop 99 Women of the Year（人気の有名人の「ホットリスト」）の31位に選ばれた。翌年、24位にランクアップしている。2009年1月にBizarre誌の表紙を飾り、イギリス誌の表紙を飾ったのはこれで9度目となった。

### 豊胸手術

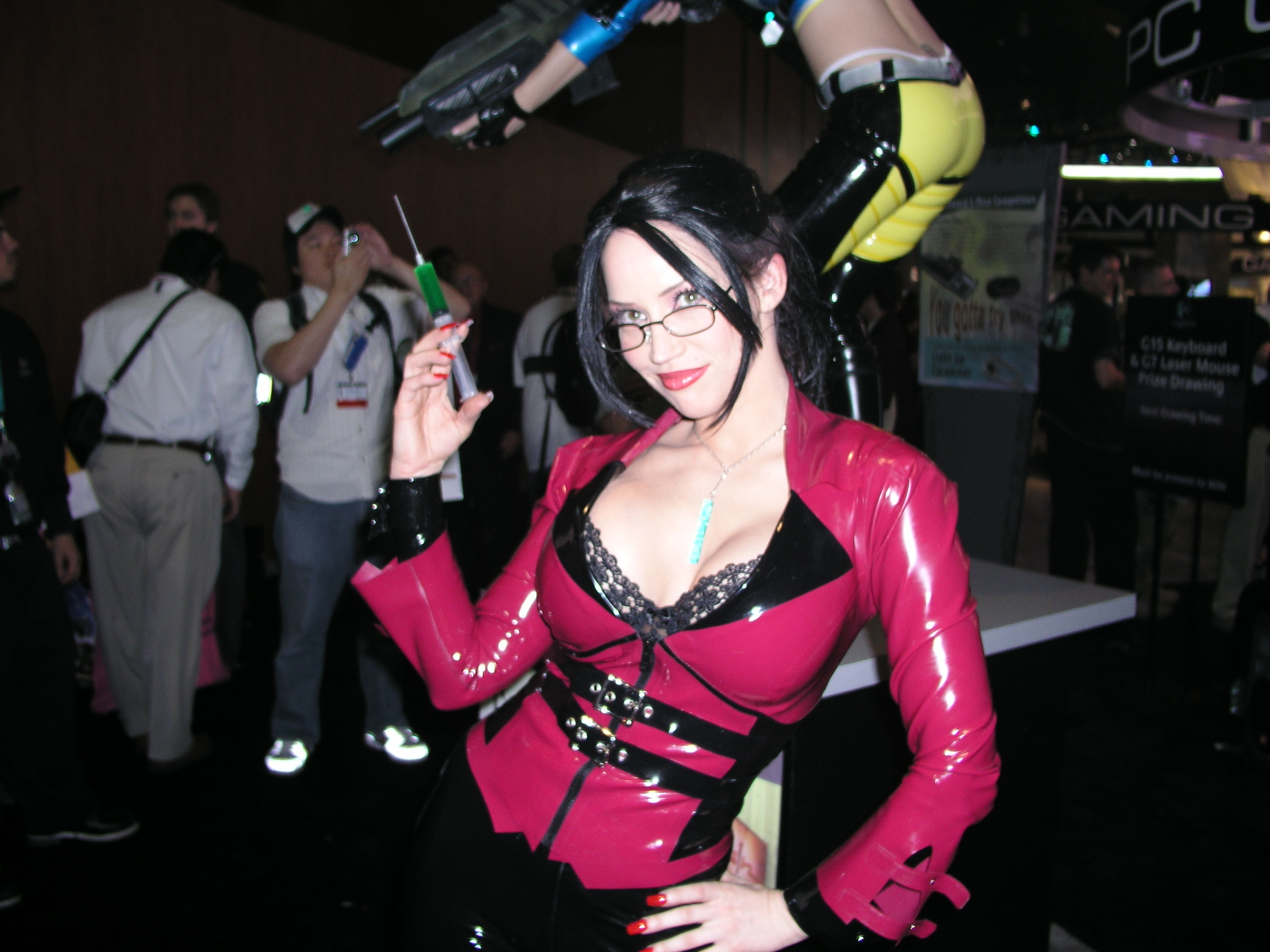
2006年のE3でElexis Sinclaireの格好をするビアンカ

モデル業に集中することを決めてすぐに体形を保つための健康維持を始めた。これにより胸が垂れてしまったため、豊胸手術を受ける決断をし、これによりカップサイズが32Cから34Dとなった。翌年、生理食塩水のインプラントが不十分であることが分かり、2回目の手術を受け、少し大きめのシリコンインプラントを手に入れ、カップサイズは32DDに増えた。2009年、追加の豊胸手術を行った。このときのシリコンインプラントは800ccで、カップサイズは32FFとなった。インプラントについての批判は退けている。知性を高める人を称賛する一方、体を高める人を非難する行為を偽善と考えている。

### 本や映画での活躍
2006年、自身のボンデージ・モデルとしてのキャリアに焦点をおいたBianca Beauchamp – Fetish Sex Symbolという本を自費出版した。
2007年に自身の映画Bianca Beauchamp: All Accessを発表した。これは現実のドキュメンタリーであり、パートナーのマーティン・ペローが監督・編集を行った。この85分の映画は2007年7月にファンタジア国際映画祭で初めて公開され、2007年9月には2枚組スペシャルエディションのDVDとしてリリースされた。この映画はファンタジア映画祭のHALO 8 エンターテインメント部門により取得され、2008年1月29日に北米で広く販売する予定である。
2008年8月、Bianca Beauchamp All Access 2: RubberisedをMontreal Fetish Weekendで初演し、チケットが全て売り切れたシアターで手厚い歓迎を受けた。DVDも同日にリリースされた。2014年、ダニエル・ボールドウィン、ロン・ジェレミー、マイケル・マドセン、マルコム・マクダウェルと一緒に、スラッシャー映画Lady Psycho Killerに出演した。